# My Lost One
My Lost One è un cortometraggio muto del 1915 diretto da Harry Handworth.

## Produzione
Il film fu prodotto dalla Vitagraph Company of America (come Broadway Star Features).

## Distribuzione
Distribuito dalla General Film Company, il film fu presentato in prima in una versione di 1.200 metri al Vitagraph Theatre di New York il 25 luglio 1915. Ridotto in tre rulli, venne distribuito nelle sale cinematografiche statunitensi il 17 agosto 1915.